# St. Andreas (Altendorf)

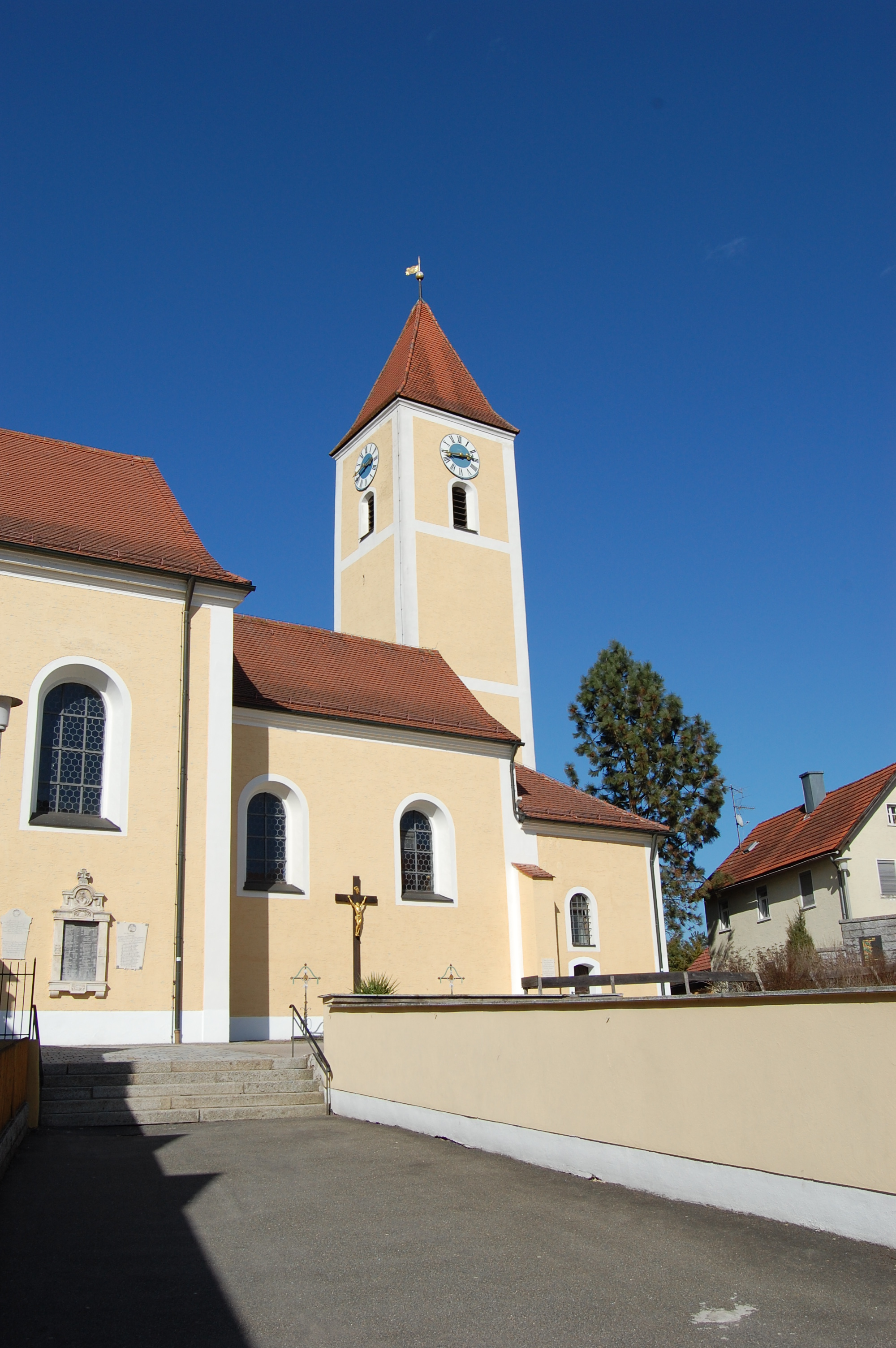
St. Andreas (Altendorf)

Die römisch-katholische, denkmalgeschützte Pfarrkirche St. Andreas steht in Altendorf, einer Gemeinde im Landkreis Schwandorf der Oberpfalz. Die Kirche gehört zum Bistum Regensburg. Das Bauwerk ist unter der Denkmalnummer D-3-76-112-2 als Baudenkmal in die Bayerische Denkmalliste eingetragen.

## Beschreibung

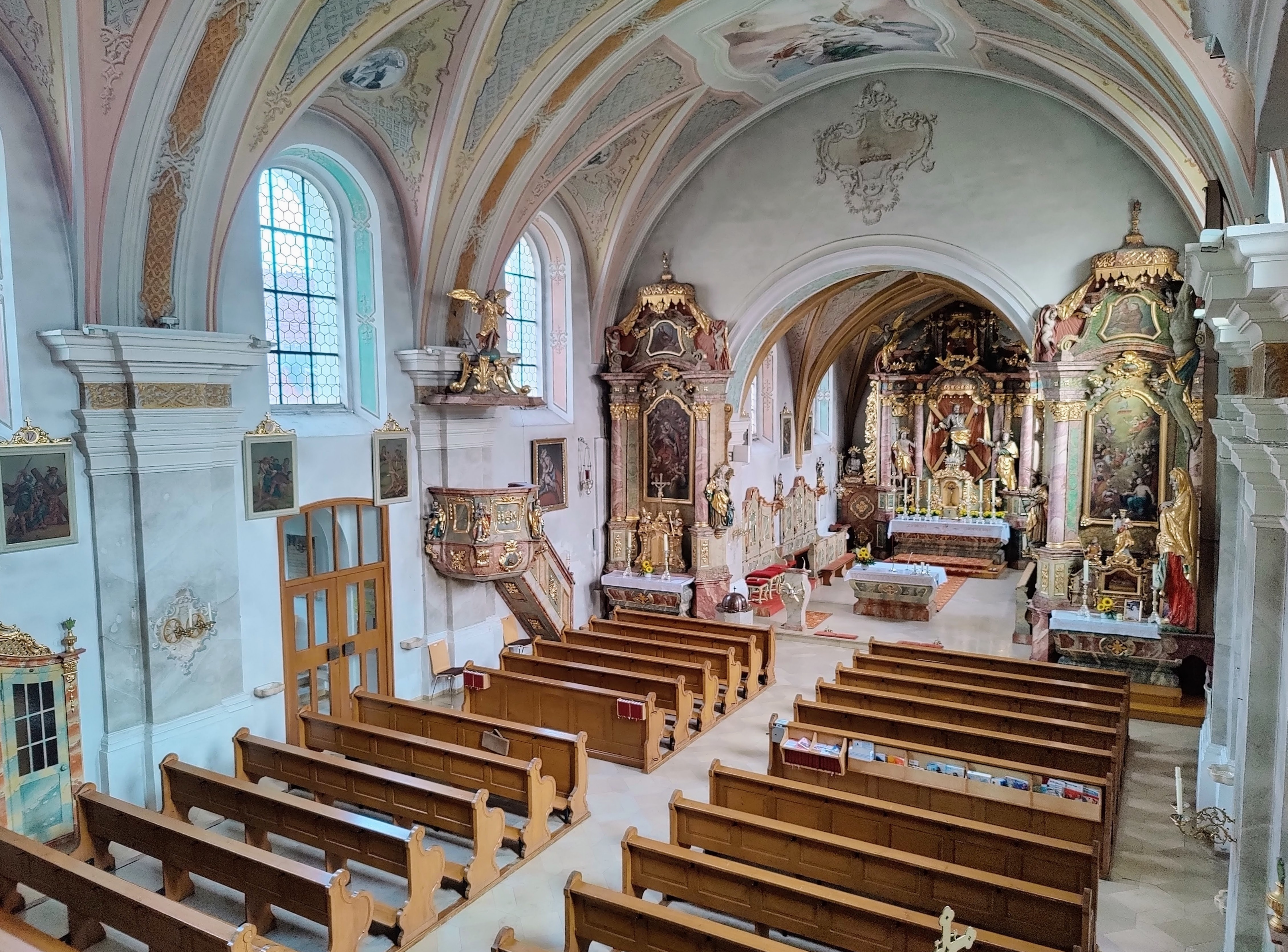
Innenraum (2022)

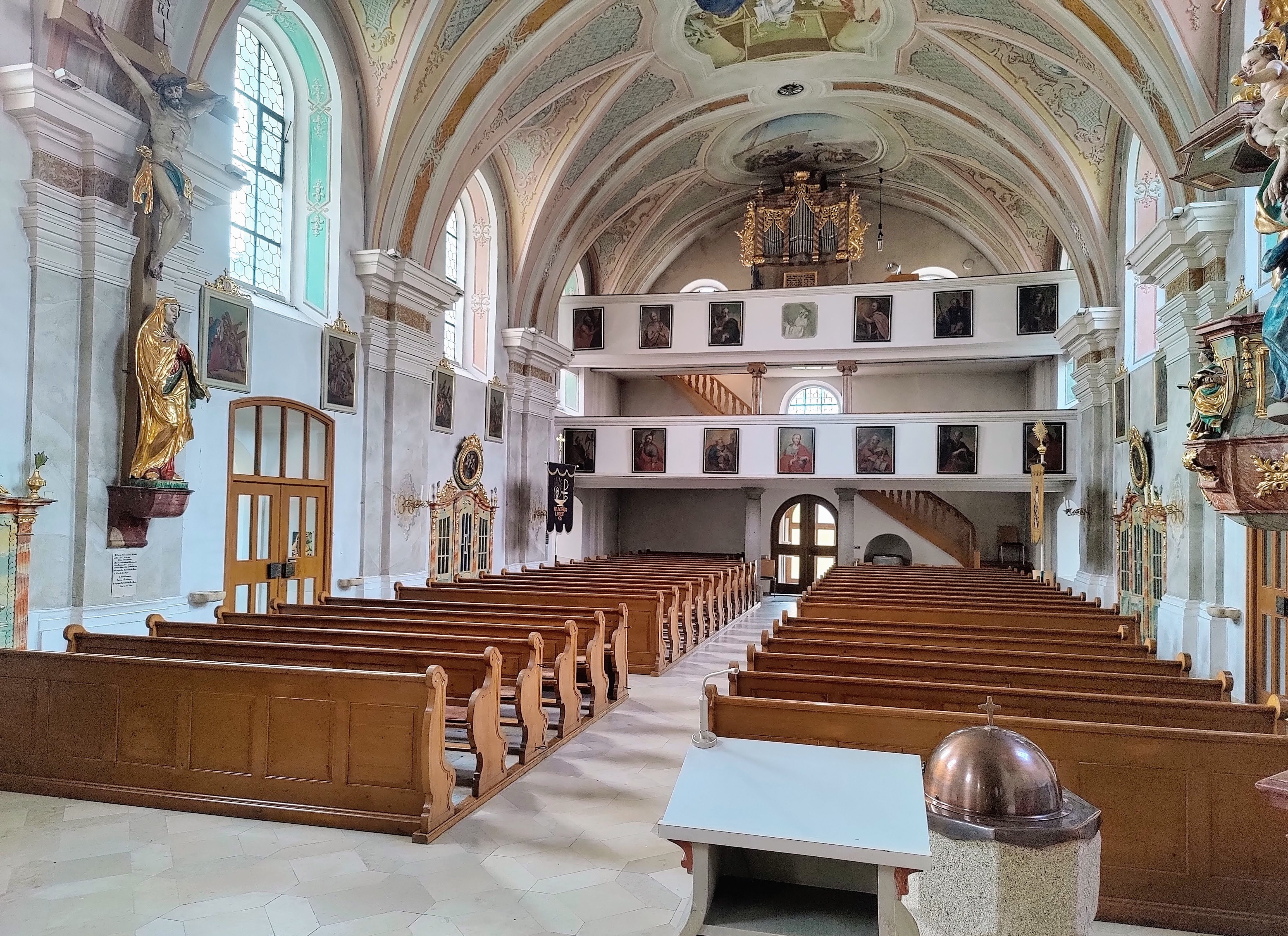
Blick zur Orgel

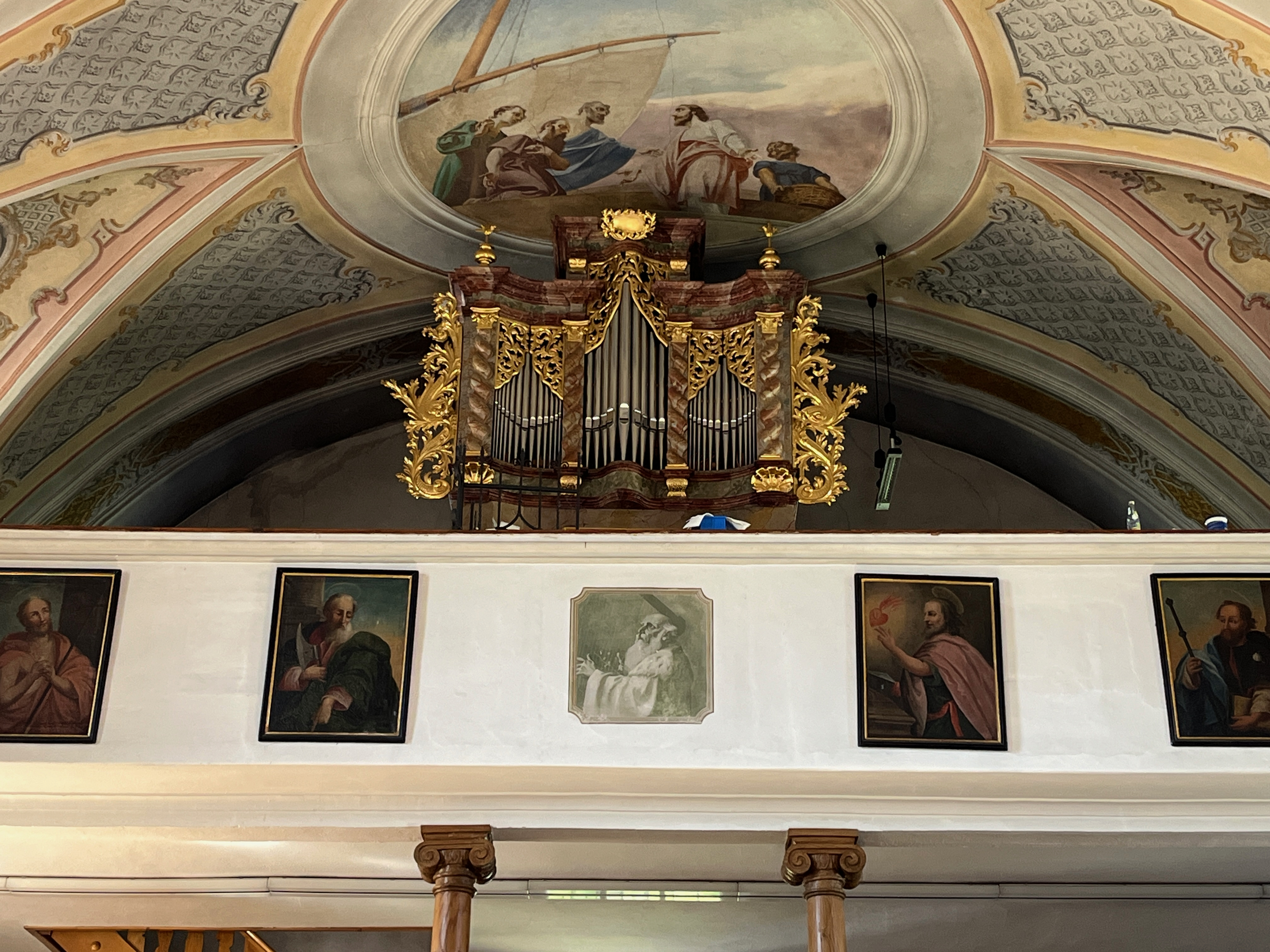
Orgel nach der Restaurierung 2023

Das ehemalige Langhaus des gotischen Vorgängerbaus aus dem 14./15. Jahrhundert bildet den neuen Chor der heutigen Saalkirche. Die heutige Sakristei war der Chor des Vorgängerbaus und der heutige Kirchturm war ursprünglich ein quadratischer Chorflankenturm, dessen oberstes Geschoss den Glockenstuhl und die Turmuhr beherbergt, und der mit einem Pyramidendach bedeckt ist. An den neuen Chor wurde 1724 das neue barocke Langhaus nach Westen angebaut, das außen über dem Traufgesims mit einem Satteldach bedeckt ist und innen mit einem Stichkappengewölbe überspannt ist. 
Zur Kirchenausstattung gehört ein von Christoph Luybl gebauter und von Franz Lidtmann bemalter Hochaltar von 1778.

## Orgel
Die Orgel mit 14 Registern auf zwei Manualen und Pedal wurde 1978  von Guido Nenninger in das Gehäuse der zweiten Orgel der Kirche von Georg Carl Wild aus Kirchenrohrbach (nach 1700) gebaut. 2023 führte Orgelbau Bäumler (Weiden) eine Generalsanierung mit Umdisponierung durch. Die Disposition lautet nun:
| I Manual C–g3  |       |            |
| Principal      | 8′    | [ Anm. 1 ] |
| Holzgedeckt    | 8′    | [ Anm. 2 ] |
| Flöte          | 4′    | [ Anm. 3 ] |
| Octav          | 2′    |            |
| Sesquialter II | 2 ⁄3′ |            |
| Mixtur III     | 1 ⁄3′ |            |

| II Manual C–g3 |       |            |
| Bleigedeckt    | 8′    |            |
| Fugara         | 4′    | [ Anm. 3 ] |
| Gemshorn       | 2′    |            |
| Quinte         | 1 ⁄3′ |            |
| Dulcian        | 8′    |            |

| Pedal C–f1 |     |            |
| Subbaß     | 16′ |            |
| Violon     | 8′  | [ Anm. 3 ] |
| Choralbaß  | 4′  |            |

- Windlade: Schleiflade, mechanische Spiel- und elektrische Registertraktur, 2 freie Kombinationen, Barockprospekt von G. C. Wild nach 1700

Anmerkungen
1. ↑  gewonnen aus Principal 4' (Nenninger 1978), tiefe Oktav aus Holz ergänzt
2. ↑  älteres Register, aber nicht von L. Edenhofer jun.
3. 1 2 3  Register von L. Edenhofer jun. 1907